# Bionaz
Bionaz là một đô thị tại vùng tự trị thung lũng Aosta phía bắc Ý. Đô thị này có diện tích 140 km², dân số năm 2001 là 239 người.
Đô thị này có làng trực thuộc: Balmes, Chamin, Chentre, Chez Badin, Chez Chenoux, Chez les Merloz, Chez Noyer, Clou Neuf, Cretes, Dzovennoz, La Ferrera, La Léchère, La Quellod, Lexert, Ley, Lo Vianoz, Moulin, Perquis, Places, Plan de Veyne, Pouillayes, Prarayer, Propera, Rey, Ru, Vagère.
Đô thị này giáp các đô thị sau: Bagnes (Valais), Évolène (Valais), Nus, Ollomont, Oyace, Torgnon, Valtournenche, Zermatt (Valais).

## Biến động dân số
| Allein • Antey-Saint-André • Aoste • Arnad • Arvier • Avise • Ayas • Aymavilles • Bard • Bionaz • Brissogne • Brusson • Challand-Saint-Anselme • Challand-Saint-Victor • Chambave • Chamois • Champdepraz • Champorcher • Charvensod • Châtilon • Cogne • Courmayeur • Donnas • Doues • Emarèse • Etroubles • Fontainemore • Fénis • Gaby • Gignod • Gressan • Gressoney-La-Trinité • Gressoney-Saint-Jean • Hône • Introd • Issime • Issogne • Jovençan • La Magdeleine • La Salle • La Thuile • Lillianes • Montjovet • Morgex • Nus • Ollomont • Oyace • Perloz • Pollein • Pont-Saint-Martin • Pontboset • Pontey • Pré-Saint-Didier • Quart • Rhêmes-Notre-Dame • Rhêmes-Saint-Georges • Roisan • Saint-Christophe • Saint-Denis • Saint-Marcel • Saint-Nicolas • Saint-Oyen • Saint-Pierre • Saint-Rhémy-en-Bosses • Saint-Vincent • Sarre • Torgnon • Valgrisenche • Valpelline • Valsavarenche • Valtournenche • Verrayes • Verres • Villeneuve |